# Mountainboarding

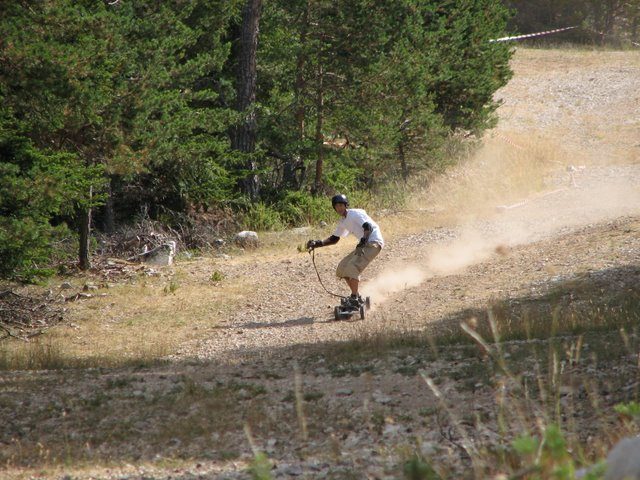
Práctica del mountainboarding.

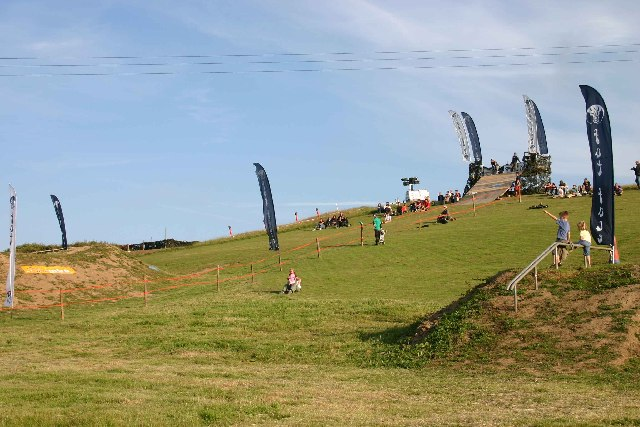
Campeonato de mountainboarding.

El mountainboarding, montañatabla,  tabla montaraz o tabla de montaña, abreviado como MB, es un deporte extremo derivado de distintos deportes de patinaje con tablas, como el monopatinaje y el snowboarding. Una tabla de montaña es una especie de monopatín todo-terreno, cuyos componentes incluyen una tabla, algo más grande que un monopatín normal, con fijaciones para asegurar los pies del tablista, cuatro ruedas grandes con neumáticos, dos correas de nailon para los pies y dos mecanismos de dirección conocidos como trucks. En algunos modelos se utilizan sistemas de frenos. Los mountainboarders, también conocidos como riders o montadores (del verbo inglés to ride, "montar") pueden correr en toda clase de terrenos, como pistas de bmx, hacer descenso en cerros, skateparks, centros de esquí, calles, etc. Es esta capacidad de montar en una variedad tan grande de terrenos que hace el mountainboarding diferente de otros deportes de tabla.

## Historia
Según el webzine Remolition.com, dedicado al mountainboarding, la empresa de Morton Hellig Supercruiser Inc. fue la primera compañía en manufacturar y comercializar un dirtboard todo-terreno en 1990, patentado en 1989 como All terrain skateboard. También por esa época el experto skater Rick Wilson de San Diego, California, produjo las primeras ruedas off-road para skateboards como un accesorio, conocidas como XT Wheels (ruedas extremas).

### Reino Unido
Joe Inglis y Jim Aveline, buscaban una alternativa fuera de la temporada para el surf y el snowboard, comenzaron a diseñar tablas que pueden ser montadas por las colinas, desarrollados los prototipos iniciales por inglis en 1992 se inició nosno, que hoy en día es una empresa manufacturera de tablas, trucks, botas, fijaciones de botas para snowboard y mountaiboard, frenos de disco hidráulicos

### Estados Unidos
En 1992, después de haber snowboardeds en Heavenly Valley Resort en el norte de California, los amigos de Jason Lee, Patrick McConnell y Joel López fueron en busca de una alternativa para la temporada de verano. Al no encontrar nada estable ellos fundaron MountainBoardSports (MBS) en 1993 para construir tablas que se podrían utilizar para bajar las colinas.las tablas originales MBS, conocidas como “frame boards” tenían una cubierta de madera con postes de metal para sostener los pies del piloto.

### Australia
John Milne desarrollo una versión de tres ruedas de un mountainboard en 1992, en su tiempo libre durante los períodos de surf muy pobres. Se utiliza un sistema de dirección única para emular el surf en tierra. Tenía 3 ruedas y una tabla de skate sin fijaciones para botas.

## Componentes de la tabla

### Tabla
Las tablas de mountaiboard es donde están unidos todos los demás componentes y proporciona la base en la cual el piloto pueda subirse. Estas son generalmente de 90-110 cm de longitud y se pueden fabricar de una gran variedad de materiales. Por ejemplo las tablas de gran calidad pueden ser hechas de compuestos de carbono y plástico reforzado con vidrio, posiblemente con un núcleo de madera, de manera similar hecha a un paquete de snowboard. Las tablas más básicas son hechas con madera laminada prensada, hay características variables como el peso, la flexibilidad, forma, etc.

### Trucks
Los trucks son los componentes formados por una suspensión, amortiguación y los ejes que unen las ruedas a la tabla. Hay diferentes tipos de trucks.
| Skate trucks | Channel trucks |
| --- | --- |
| | |
| tienen un eje rígido y una suspensión superior, con un solo perno y bujes, también llamados cauchos o arandelas, que proporcionan el mecanismo amortiguador para girar en el mountainboard. | son comunes en mountainboards, y se componen de un eje montado en la pieza inferior de trucks, a diferencia de los skate trucks estos cuentan con amortiguadores que permiten una mayor maniobrabilidad al momento de girar en alguna curva y ayudar a reducir las oscilaciones del camino por el que se circula. |

### Fijaciones de botas
Las fijaciones de botas implican correas ajustables que mantienen el piloto en la tabla permitiendo al mismo tiempo espacio para mover los pies.
Los más usados son:
| Fijaciones de snowboard | Ratchet correa de enlaces | Correas de velcro |
| ----------------------- | ------------------------- | ----------------- |
|                         |                           |                   |

### Ruedas
Varios neumáticos han sido puestos a disposición por los fabricantes de Mountainboard . dando a los deportistas una elección de las especificaciones de los neumáticos. Por ejemplo, el grosor del neumático es variable entre los neumáticos, por lo general 2 o 4 capas. Los neumáticos de 2 capas son más ligeros pero más sensibles a pinchazos, al contrario los de 4 capas son más pesados y más resistentes, el ancho y el diámetro es también variable.

### Frenos
Los frenos son generalmente reservados para los grandes paseos de montaña, donde los pilotos necesitan una mayor capacidad para controlar su velocidad en recorridos largos. Hay cuatro tipos de frenos usados en los mountainboard.
| Frenos de tambor | Frenos de disco hidráulico | Cable-pull Frenos V |
| ---------------- | -------------------------- | ------------------- |
|                  |                            |                     |

## Protección
- Casco: están diseñados para proteger la cabeza de los portadores del impacto de las caídas. Hay dos tipos, de cara completa, que proporciona una mayor protección al usuario, y la cara abierta, que proporciona mayor visibilidad para el usuario.
- Muñequeras: están diseñadas para proteger y amortiguar las muñecas en caso de caídas y golpes.
- Coderas: protege y amortigua los codos del impacto de las caídas.
- Rodilleras: están diseñados para proteger las rodillas usuarios del impacto de las caídas.
- Padded shorts: están diseñados para proteger a los usuarios de las caderas, coxis y los glúteos del impacto de las caídas.
- Body armour: está diseñado para proteger a los usuarios parte superior del cuerpo, brazos, hombros y espalda por el impacto de las caídas.

## Parada
Para deternerse, se utiliza una maniobra llamada deslizamiento potente. En ella, el montador se agacha y patea con la pierna de atrás 90 grados y entonces se sienta. Es parecido a surfear.

## Circuito
El circuito, que dura unos 60 segundos de arriba abajo, incluye resaltos artificiales y rampas y se suele bajar en zigzag, para disminuir la velocidad.

## Disciplinas
Mountainboard tiene cuatro disciplinas principales:

### Downhill (DH)
Descensoa cronometrados de uno a uno, normalmente tramos largos de aproximadamente 1 km o más en pistas de montaña.

### Boardercross (BoarderX, BX)
De dos a cuatro competidores en una pista especial para correr.

### Freestyle (FS)
- Slopestyle: Hacer "tricks" o maniobras en una pista con saltos, rails y otros módulos innovadores
- Big Air: Hacer "tricks" o maniobras como grabs, spins e inverts en un gran salto.
- Jibbing: Similar al Slopestyle excepto porque el énfasis se pone en los "tricks" más técnicos hecos en rails, quarterpipes, drops y pequeños kickers.

### Freeriding (FR)
Correr libre en lugares como bosques, colinas, etc.

### Crossover Sports
- Skateboarding
- Streetboarding
- Surfing
- Snowboarding
- Wakeboarding
- Mountain biking
- Sandboarding
- Dirtsurfing
- Grassboarding

## Competiciones

### World Freestyle Championships
Desde 2005 a 2008 se llamaba Fat Face Night Air WFC
Desde 2009 a 2010 se llamaba Battle of Bugs
- 2004 (Weston Super X Arena, Weston Super Mare, UK), Leon Robbins, USA
- 2005 (SWMBC, Bideford, UK), Tom Kirkman, UK
- 2006 (SWMBC, Bideford, UK), Alex Downie, UK
- 2007 (SWMBC, Bideford, UK), Arno VDV, Belgium
- 2008 (Bugs Boarding, Gloucester, UK), Renny Myles, UK
- 2009 (Bugs Boarding, Gloucester, UK), Tom Kirkman, UK
- 2012 (Luzhniki, Moscú, Rusia), Matt Brind, UK
- 2018 (Venette, Francia), Matt Brind, UK

### World Downhill Championships
- 2009 (Les Saises, Francia), Pete Tatham, UK
- 2010 (Bardonecchia, Italia), Pete Tatham, UK
- 2011 (Bardonecchia, Italia), Pete Tatham, UK
- 2012 (Les Saises, Francia), Jonathan Charles, UK

### World Boardercross Championships
- 2013 (Bukovac, Novi Sad, Serbia), (MASTERS)–Diago Anderson, FRA; (PRO)–Kody Stewart, USA; (LADIES)–Martina Lippolis, ITA
- 2014 (Bukovac, Novi Sad, Serbia), (MASTERS)–Diego Anderson, FRA; (PRO)–Matt Brind, UK; (LADIES)–Martina Lippolis, ITA
- 2015 (Großerlach, Alemania), (MASTERS)–Ludovic Faure, FRA; (PRO)–Matt Brind, UK; (LADIES)–Simona Petro, ITA
- 2016 (Bukovac, Novi Sad, Serbia), (MASTERS)–Pes Pestu, ESP; (PRO)–Matt Brind, UK; (LADIES)–Sonya Nicolau, ROM
- 2017 (Venette, Francia), (MASTERS)–Leon Dove, UK; (PRO)–Matt Brind, UK; (LADIES)–Senka Bajić, SRB
- 2018 (Kranj, Eslovenia), (MASTERS)–Tilen Javornik, SLO; (PRO)–Kody Stewart USA; (LADIES)–Senka Bajić, SRB

### European Downhill Championships
- 2009 (Bardonecchia, Italia), Pete Tatham, UK
- 2010 (Bardonecchia, Italia), Jonathan Charles, UK
- 2014 (Monte Penice, Italia), Matt Brind, UK

### European Mountainboard Tour Downhill
- 2016 (San Pedro de Vilamajor, España), (MASTERS), Tilen Javornik, SLO; (PRO), David Hutter SWZ;

### European Mountainboard Tour
- 2010, Arno VDV, Bélgica
- 2014, Matt Brind, UK

### European Mountainboard Challenge
- 2010 (Bukovac, Serbia), Marcin Staszczyk, POL; Senka Bajić, SRB
- 2011 (Bukovac, Serbia), Marcin Staszczyk, POL; Senka Bajić, SRB
- 2012 (Bukovac, Serbia), James Wanklyn, UK; Sonya Nicolau, ROM
- 2015 (Kranj, Eslovenia), Dawid Rzaca, POL; Senka Bajic, SRB
- 2016 (Kranj, Eslovenia), Matteo Andreassi, ITA; Senka Bajić, SRB
- 2017 (Kranj, Eslovenia), Nicolas Geerse, NED; Senka Bajić, SRB

## Empresas manufactureras
| (UK)             | (USA)             | (Spain)     | (Japan) | (Germany) | (France) | (Brazil) | (Argentina) |
| ---------------- | ----------------- | ----------- | ------- | --------- | -------- | -------- | ----------- |
| Be Unlimited     | Earthboard        | Real Dirt   | F2O     | Flame     | Kheo     | SWL      | ERBoards    |
| Blu Earth Boards | Ground Industries | VenomBoards |         | Libre     |          | DROP     |             |
| DesignExtreme    | MBS Moutainboards |             |         |           |          |          |             |
| Exit             | SDS               |             |         |           |          |          |             |
| Flexifoil        |                   |             |         |           |          |          |             |
| Hyline           |                   |             |         |           |          |          |             |
| Howla            |                   |             |         |           |          |          |             |
| Kitedeck         |                   |             |         |           |          |          |             |
| noSno            |                   |             |         |           |          |          |             |